# Taraxis grossa
Taraxis grossa är en gräsväxtart som beskrevs av Barbara Gillian Briggs och Lawrence Alexander Sidney Johnson. Taraxis grossa ingår i släktet Taraxis och familjen Restionaceae. Inga underarter finns listade i Catalogue of Life.